# Burmoniscus comtus
Burmoniscus comtus är en kräftdjursart som först beskrevs av Gustav Budde-Lund 1895.  Burmoniscus comtus ingår i släktet Burmoniscus och familjen Philosciidae. Inga underarter finns listade i Catalogue of Life.